# Lipovac (Gradina)
Lipovac is een plaats in de gemeente Gradina in de Kroatische provincie Virovitica-Podravina. De plaats telt 360 inwoners (2001).